# 화이트채플 연쇄살인사건
화이트채플 연쇄살인사건(영어: Whitechapel murders)은 1888년 4월 3일에서 1891년 2월 13일에 걸쳐 당시 영국 이스트엔드오브런던의 빈민가였던 화이트채플 구에서 벌어진 연쇄살인사건이다. 총 11건의 살인사건이 있었으며, 피해자는 모두 여성이었다. 끝까지 그 정체가 밝혀지지 않은 악명높은 연쇄살인자 잭 더 리퍼가 이 살인사건들 중 일부 또는 전체의 범인이라고 한다.
피해자(에마 엘리자베스 스미스, 마사 태브럼, 메리 앤 니컬스, 애니 채프먼, 엘리자베스 스트라이드, 캐서린 에도스, 메리 제인 켈리, 로즈 밀렛, 앨리스 맥켄지, 프랜시스 콜스, 무명녀 1인) 중 대부분이 매춘부였다. 스미스는 잭 더 리퍼가 아닌 깡패들에게 강간 강도를 당하고 죽었다. 태브럼은 39차례 찔려 죽었고, 니컬스, 채프먼, 스트라이드, 에도스, 켈리, 맥켄지, 콜스는 멱이 따여 죽었다. 에도스와 스트라이드는 같은 날 밤에 불과 1마일 떨어진 거리에서 불과 수 분 차이로 살해당했다. 스스로 살인범임을 자처한 이가 언론사에 보낸 엽서 내용에 따라 에도스-스트라이드 사건은 "더블 이벤트"라는 별명으로도 불렸다. 니컬스, 채프먼, 에도스, 켈리의 시체는 복부가 훼손되어 있었고, 밀렛은 교살당했다. 신원불상의 무명녀는 그 시체가 토막나 있었고 정확한 사인은 알 수 없다.
광역경찰청, 런던 시경찰, 그리고 민간조직 화이트채플 자경위원회가 사건의 범인 또는 범인들을 추적했다. 그러나 광범위한 수사와 여러 번의 체포에도 불구하고 진범 또는 진범들은 체포되지 않았으며 신원조차 밝혀지지 않았다. 화이트채플 연쇄살인사건은 이스트엔드 슬럼가의 열악한 생활에 대한 주의를 환기시켰으며, 결과적으로 도시빈민의 생활수준 향상에 기여했다. 누가 살인범이냐에 대한 장구한 미스터리는 오늘날까지 대중의 이목을 모으고 있다.

## 시대적 배경과 맥락

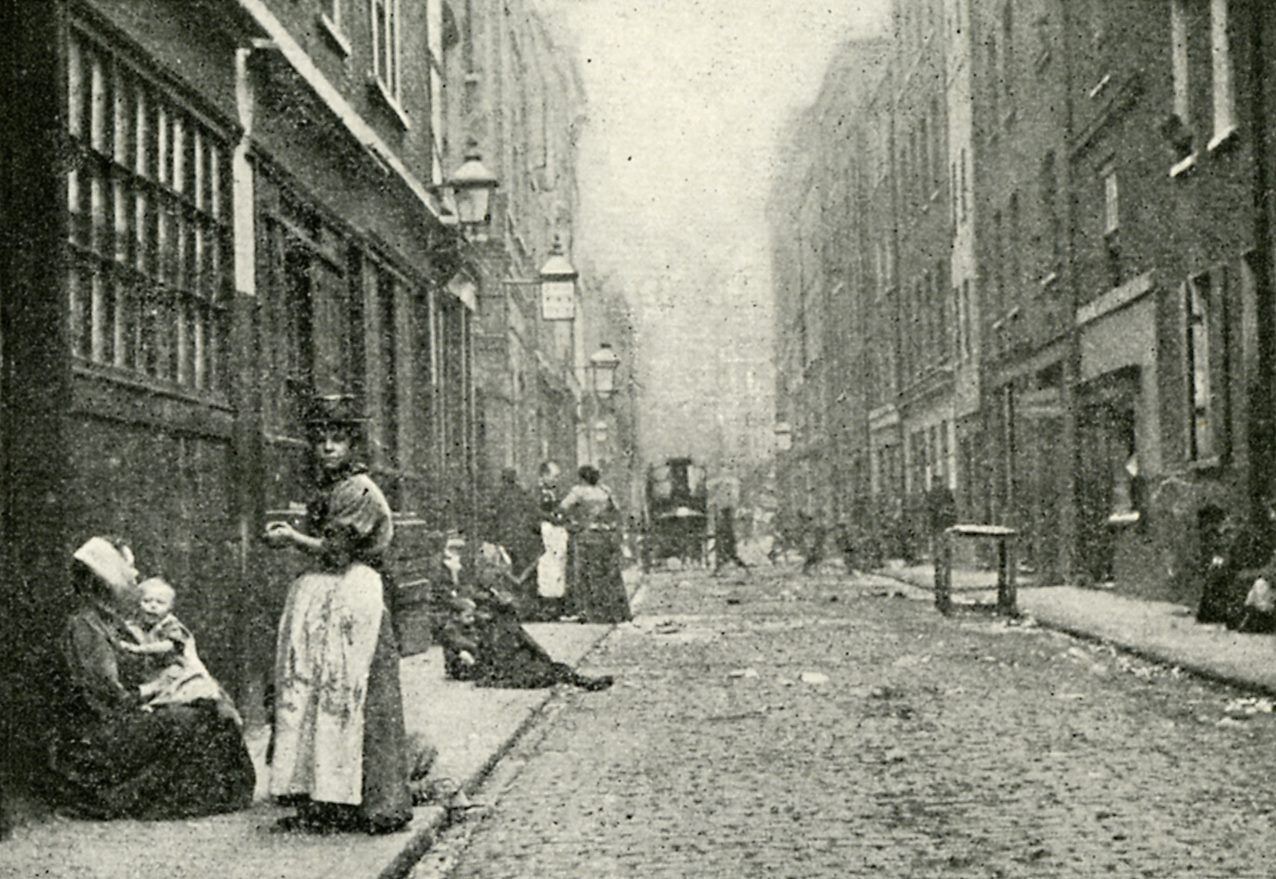
스피탈필즈 도싯 가의1902년 모습

빅토리아 시대 말기, 화이트채플은 런던에서 가장 악명높은 우범지대였다. 플라워앤딘 가 일대는 “광역시 전체를 통틀어 가장 위험한 거리”라고도 불렸고, 도싯 가는 “런던 최악의 거리”라고 불렸다. 광역경찰국 부국장 로버트 앤더슨은 화이트채플을 런던의 주요 범죄“현장”들 중 하나로서 “위험 계층에게 흥미를 가진 자”들은 화이트채플에나 가보라는 말도 했다. 강도와 폭행은 일상사였다. 화이트채플 구는 극도의 빈곤, 열악한 주거환경, 노숙자, 주폭, 고질적인 매춘으로 들끓었다. 이런 이유로 궁핍한 사람들을 위한 값싼 공동주택인 공동하숙소들이 세워지곤 했는데, 화이트채플 연쇄살인 피해자 중에는 이 공동하숙소 입주자도 있었다. 확인된 살인 희생자는 모두 우범지대 중에서도 핵심인 스피탈필즈에 거주했다. 세 명이 조지 가(나중에 롤즈워스 가로 개칭), 두 명이 도싯 가, 두 명이 플라워앤 딘 가, 한 명이 트로울 가에 살았다.
당시의 수사와 기소는 자백과 증언에 크게 의존하고 있었고, 그 외에는 현행범 체포나 범죄와 연관된 것이 명백한 물적증거를 소지한 것 등으로 용의자를 가려냈다. 지문 분석 같은 법과학은 아직 사용되기도 전의 시절이었다. 런던 경찰조직은 지금도 그렇지만 당시에도 도시 대부분을 관할하는 광역경찰청과 시내 중심부의 면적 2.9 평방마일의 작은 지역(시티오브런던)만 관할하는 런던 시경찰로 이원화되어 있었다. 광역경찰청은 영국 내무대신에게, 시경찰은 런던 시자치체에게 속해서 서로 지휘계통도 다르다. 관할권 분쟁이 잦았고 그때마다 시간이 낭비되었다.
1888년에서 1891년 사이에 화이트채플 안에서 또는 근교에서 벌어진 11건의 살인사건은 하나의 파일 속에 정리되었고, 이를 화이트채플 연쇄살인이라는 경찰 일람표가 지정되어 그렇게 부르고 있다. 사건 당시의 수사 자료는 대부분 도난되거나 파기되었다.

## 각 사건 희생자 및 수사 진행

### 에마 스미스 - 1888년 4월 3일 화요일

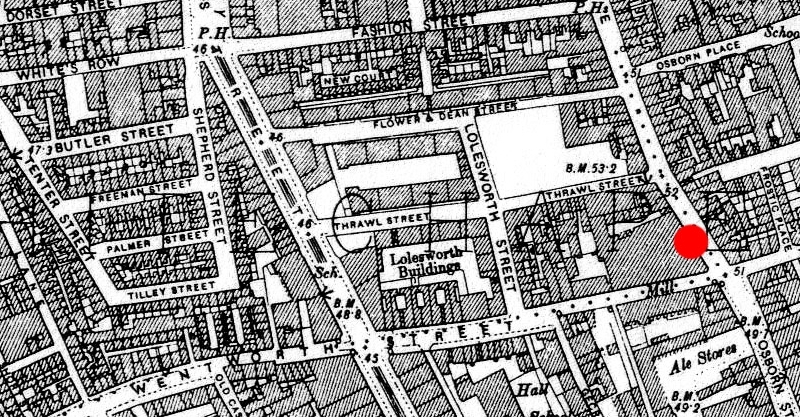
피해자들이 살았던 스피탈필즈 빈민굴 지도. 에마 엘리자베스 스미스(당시 45세)는 오스본 가와 브릭 로가 만나는 교차로 근처(붉은 원)에서 공격당했다. 그녀는 공격당한 장소로부터 서쪽으로 1가구 떨어진 조지 가 18번지의 공동하숙소에 살았다.

공휴일인 부활절 월요일 다음날이었던 1888년 4월 3일 화요일 이른 아침, 매춘부 에마 엘리자베스 스미스가 화이트채플 오스번 가와 브릭 로가 만나는 교차로에서 폭행강도를 당했다. 부상을 입었지만 죽지는 않았고 스피탈필즈 조지 가 18번지의 공동하숙소로 겨우 귀가했다. 스미스는 하숙소 부소장 메리 러셀(Mary Russell)에게 자신이 사내 두세 명에게 공격당했고 그중 하나는 어렸다고 말했다. 러셀은 스미스를 런던 병원으로 데려갔고 검사 결과 뭉툭한 물체가 그녀의 질을 통해 복막을 뚫고 들어갔다는 것이 밝혀졌다. 이는 복막염으로 발전했고 스미스는 1888년 4월 4일 오전 9시 정각에 죽었다. 4월 7일 동미들섹스 검시관 와인 에드윈 백스터에 의해 심리가 열렸다. 백스터는 이후 발생한 여섯 건의 사건 심리에도 참여했다. 광역경찰청의 해당 지역 수사관인 화이트채플 D지국의 에드먼드 레이드가 사건을 수사했지만 범인들은 잡히지 않았다. H지국의 형사 월터 듀는 나중에 스미스가 잭 더 리퍼의 첫 번째 희생자라고 생각한다고 썼지만, 다른 형사들은 깡패들의 소행이라고 생각했다. 스미스는 자신이 한 무리의 사내에게 공격당했다고 했지만 그들에 대한 자세한 설명은 하지 않거나 또는 하지 못했다. 매춘부들은 대개 깡패들의 관리를 받았으며, 스미스는 불복종에 대한 응징 또는 으레 하는 공갈엄포의 일환으로 포주들의 공격을 받은 것일 수도 있다. 보복을 두려워한 그녀는 자신의 공격자들의 신원을 밝히지 못했고, 스미스 살인사건은 이후 벌어진 잭 더 리퍼 사건들과는 무관해 보인다.

### 마사 태브럼 - 1888년 8월 7일 화요일

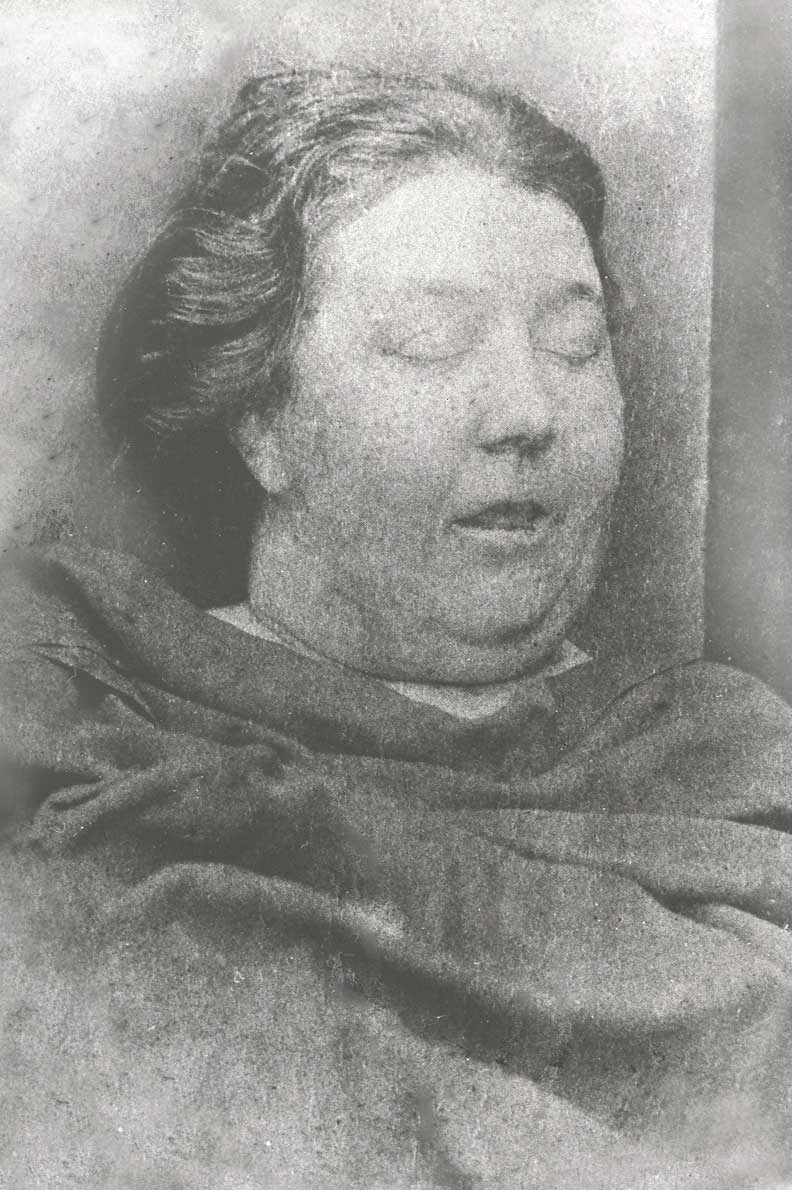
마사 태브럼(당시 39세)는 조지 가 19번지의 공동하숙소에 살았다.

월요 공휴일 다음날인 8월 7일 화요일 오전 2시 30분경, 매춘부 마사 태브럼이 살해당했다. 시체는 화이트채플 조지야드의 조지야드빌딩에서 발견되었다. 짧은 날붙이로 39차례 찔려 죽었다. 동료 매춘부들과 당시 근처를 순찰하던 토머스 배럿(Thomas Barrett) 순경의 증언에 따라 레이드 경감은 런던탑과 웰링턴 병영의 병사들을 데려와 용의자 선상에 세워놓고 목격자 확인을 시켰으나 긍정적인 결과는 나오지 않았다. 경찰은 이 사건을 스미스 사건과 연관시키지 않았으나 이후 사건들과는 연관시켰다. 오늘날의 전문가들은 태브럼 이후의 피해자들이 베어 죽은 데 비하여 태브럼은 찔려 죽었다는 점에서 연관성을 평가절하하는 편이다. 그러나 그렇다고 연관성이 아예 없다고 배제할 수는 없다.

### 메리 앤 니컬스 - 1888년 8월 31일 금요일

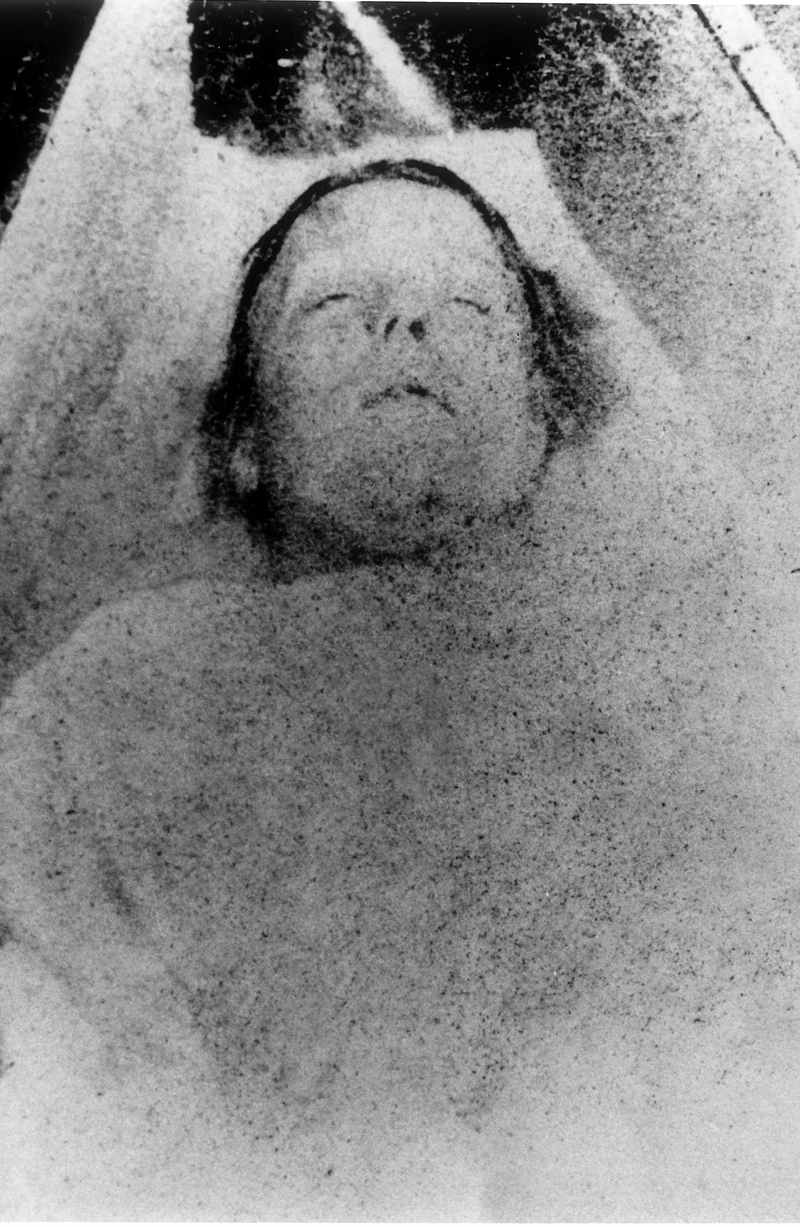
메리 앤 니컬스(당시 43세)는 트롤 가 18번지의 공동하숙소에 살았다.

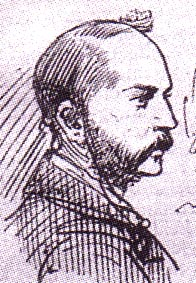
경찰 수사를 지휘한 프레더릭 에벌라인 경감.

8월 31일 금요일, 매춘부 메리 앤 니컬스가 화이트채플의 뒷골목인 벅스로(이후 더워드 가라고 개칭됨)에서 살해당했다. 시체는 마구간 문간에 버려져 있는 것을 마차부 찰스 크로스(Charles Cross)가 오전 3시 45분경에 발견했다. 니컬스는 목이 왼쪽에서 오른쪽으로 두 차례 베여 있었으며 복부는 들쭉 날쭉한 상처로 심하게 훼손되어 있었다. 복부 전체에 걸쳐 좀 얕은 절개가 여러 개 있었으며, 몸 오른쪽의 절개 3, 4개는 하복부를 난폭하게 헤집은 것과 동일한 나이프로 인한 것이었다. 사건 발생 장소는 광역경찰청 J지국 또는 베스널그린 지국 관할구역이었고, 해당 지국 형사들이 초동수사를 벌였다. 같은 날 형사수사부(CID) 부장 제임스 먼로가 광역경찰청장 찰스 워런 경과의 의견 차이로 사임했다. 초동수사는 거의 성과가 없었으나 일부 언론은 앞서 발생한 두 사건과 이 사건을 연결시키면서 스미스 때 그랬던 것처럼 깡패들의 집단범죄일 가능성을 제기하기도 했다. 《더 스타》지는 단일 살인자가 범인이라는 가설을 제안했고 다른 신문사들도 그 줄거리를 답습했다. 런던에 연쇄살인자가 나타났을지 모른다는 의혹이 발생하자 스코틀랜드 야드 본청에서 프레더릭 에벌라인, 헨리 무어, 월터 사이먼 앤드루스 형사들을 임시 파견했다. 백스터 검시관은 니컬스가 오전 3시 직후 시체가 발견된 그 자리에서 살해당했다고 결론내렸다. 사건 개요 설명 자리에서 검시관은 니컬스 살인사건이 스미스 사건이나 태브럼 사건과 연결되어 있을 가능성을 일축했다. 사용된 흉기들이 다를 뿐더러 앞선 두 사건에서는 멱을 딴 공격은 없었다는 것이 이유였다. 그러나 니컬스 피살사건의 심리가 진행되는 와중에 네 번째 살인사건이 벌어졌고, 백스터는 세 번째와 네 번째의 “두 사건의 유사성은 상당하다”고 말했다.

### 애니 채프먼 - 1888년 9월 8일 토요일

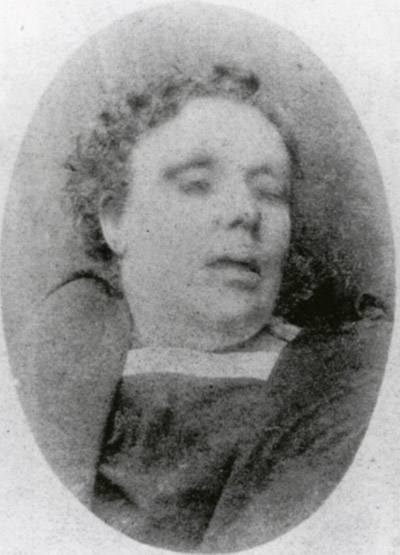
애니 채프먼(당시 47세)은 도르셋 가 35번지의 공동하숙소에 살았다.

9월 8일 토요일 오전 6시 정각, 네 번째 훼손된 여자 시체가 발견되었다. 피해자는 매춘부 애니 채프먼으로, 시체가 발견된 장소는 스피탈필즈 핸버리 가 29번지 뒷마당으로 들어가는 문간 옆 땅바닥이었다. 채프먼은 당일 오전 2시 정각에 꾸어준 돈을 받아오기 위해 거주하던 공동하숙소를 나갔다가 살해되었다. 채프먼은 목이 왼쪽에서 오른쪽으로 그어져 죽었다. 시체는 할복되어 창자가 밖으로 끄집어내져 양 어깨 위로 널부러져 있었다. 검시 결과 그녀의 자궁 일부가 사라졌음도 밝혀졌다. 병리학자 조지 백스터 필립스는 길이 6–8 인치(15–20 cm)의 날붙이로 한번에 피해자의 생식기관을 적출한 것으로 보아 범인은 해부학적 지식을 가진 자라는 의견을 내놓았다. 그러나 다른 전문가들은 범인이 외과의적 기술의 소유자라는 의견을 저평가했다. 현장에서 시체를 꼼꼼하게 확인하지 않았기 때문에 일각에서는 몇몇 장기는 범인이 아니고 영안실 직원들이 병원에 표본으로 팔아먹으려고 적출한 것이라는 설도 제기되었다.
9월 10일, 경찰은 평판이 나쁜 존 피저라는 자를 체포했다. "가죽 앞치마"라는 별명의 제화공이었던 피저는 화이트채플 일대 매춘부들에게 공포의 대상이었다. 그러나 그는 최근 2건의 살인에 대한 현장부재증명 제시에 성공했고 무혐의 석방되었다. 증인 중 한 명인 엘리자베스 롱(Mrs Elizabeth Long)이 채프먼의 시체가 발견된 한버리 가 29번지 뒷마당 바로 너머에서 채프먼이 어떤 남자와 이야기하는 것을 오전 5시 30분에 보았다고 심리에서 증언했다. 백스터는 롱이 목격한 남자가 살인범일 것이라고 추론했다. 롱의 묘사에 따르면 용의자의 나이는 40대 이상, 채프먼보다 약간 키가 컸고, 안색이 어두웠으며, 이국적이고 "허세부리는" 외모를 하고 있었다. 그는 갈색 사슴사냥모를 쓰고 어두운 외투를 입었다. 또다른 증인인 목수 앨버트 캐도시(Albert Cadosch)는 롱과 같은 시각에 한버리 가 27번지 이웃 마당에 들어가고 있었는데, 무언가 울타리 쪽으로 쓰러지는 소리가 나더니 그 뒤 목소리가 들렸다고 증언했다.

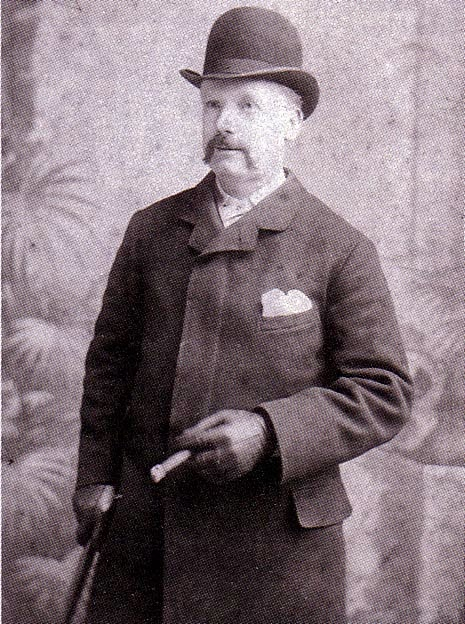
화이트채플 자경위원회 위원장 조지 러스크.

월터 듀는 회고록에서 일련의 살인사건들로 런던에 공황이 확산되었다고 기록했다. 살인범이 커메실 로드 경찰서에 있다고 착각한 성난 군중이 경찰서를 덮치기도 했다. 이것이 유대인들의 종교의례적 살해라는 헛소문이 떠돌고 반유대주의적 시위가 일어난 뒤, 화이트채플 지역구의 의회 의원 새뮤얼 몬태규는 100 파운드(2016년 물가로 10,000 파운드)의 현상금을 걸었다. 지역 주민들은 화이트채플 자경위원회를 조직해 조지 러스크를 위원장으로 앉히고 범인을 잡으면 현상금을 주겠다고 내걸었다. 한편 광역경찰청은 현상금을 걸지 않았는데 그랬다가 거짓 정보나 잘못된 정보가 들어올 수 있다고 우려했기 때문이다. 자경위원회는 사립탐정 두 명을 고용해 사건 수사를 하도록 했다.
9월 1일 로버트 앤더슨이 CID 부장으로 임명되었으나 9월 7일 그는 병가를 내고 스위스로 요양을 갔다. 광역경찰청 H(화이트채플)지국 지국장 토머스 아놀드 총경도 9월 2일자로 휴가를 냈다. 앤더슨의 부재로 인해 전체적 수사 지시가 혼란에 빠졌고, 광역경찰청장 찰스 워런 경은 도널드 스완슨을 수석수사관으로 임명해 스코틀랜드 야드 본청과 공조하라고 했다. 9월 18일에는 카를 루트비히(Charles Ludwig)라는 독일계 이발사가 용의자로 체포되었으나 그가 구금되어 있는 동안 더블이벤트 살인사건이 발생하자 무혐의 석방되었다.

### 더블이벤트 - 1888년 9월 30일 일요일

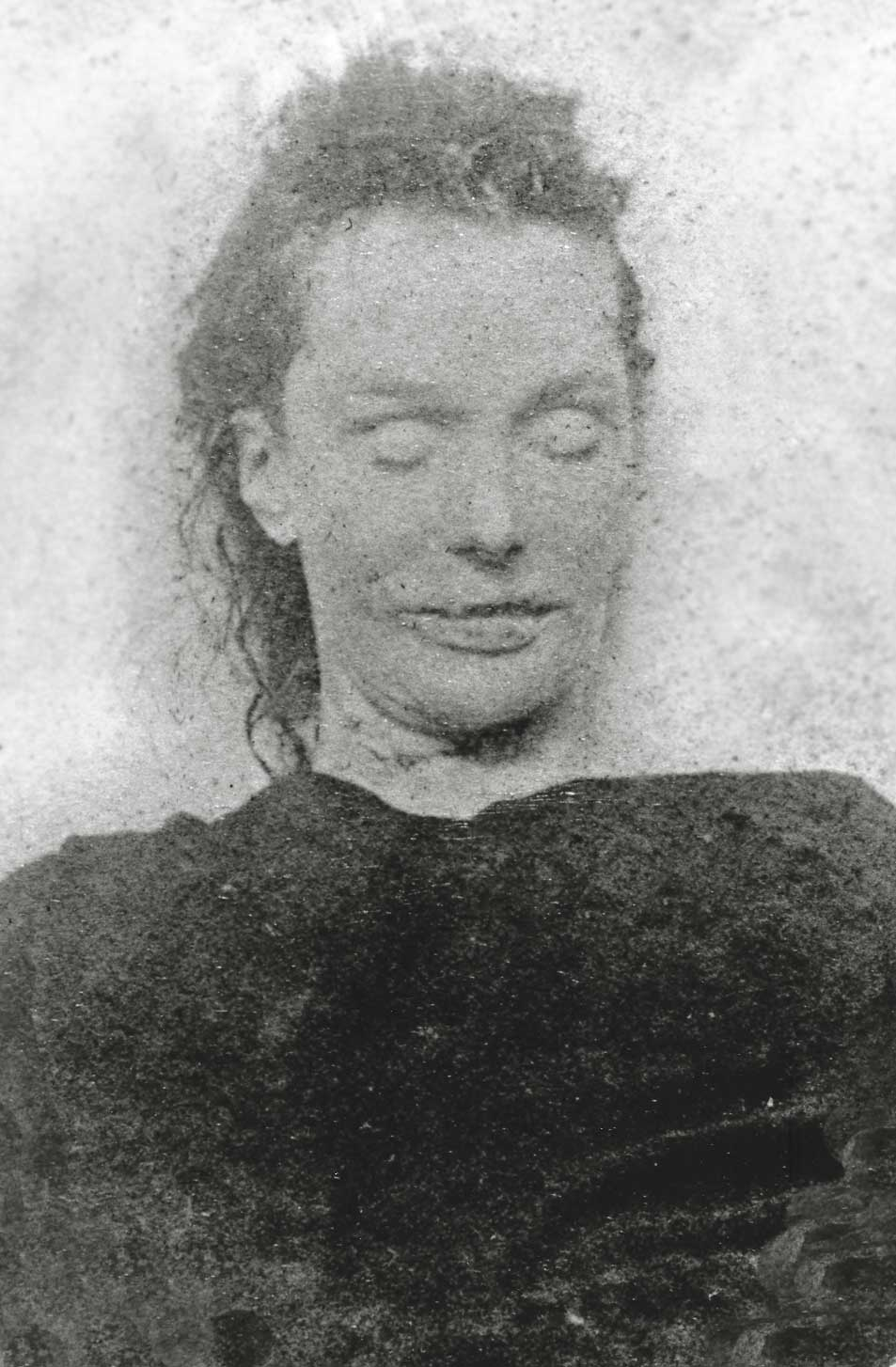
엘리자베스 스트라이드(당시 44세)는 플라워앤딘 가 32번지의 공동하숙소에 살았다.

9월 30일 일요일 오전 1시 정각경, 화이트채플 베르너 가 40번지 입구 안쪽 더트필드 마당에서 매춘부 엘리자베스 스트라이드의 시체가 발견되었다. 스트라이드는 왼쪽에서 오른쪽으로 목이 그어졌고 거기서 나온 피바다 속에 누워 있었다. 스트라이드는 발견된지 불과 수 분 전에 살해당했고, 멱을 딴 치명상 외에는 시체가 훼손되지 않았다. 살인범이 신체훼손을 가하려고 하는 순간 누군가 마당에 들어오자 살인범이 도망쳤을 가능성도 있다. 그렇다면 그 누군가는 시체 발견자인 루이스 디엠슈츠(Louis Diemschutz)일 것이다. 일부 연구자들은 신체훼손이 일어나지 않았으며, 화이트채플 로 남쪽에서 일어난 유일한 살인이고, 사용된 날붙이가 더 짧고 모양도 다르다는 이유로 스트라이드 살인사건은 잭 더 리퍼의 연쇄살인과 무관하다는 결론을 내린다. 그러나 대부분의 전문가들은 스트라이드 사건을 앞선 두 사건 및 같은 날 밤에 일어난 캐서린 에도스 살인사건과 연관지을 만한 충분한 유사성을 찾을 수 있다고 생각한다.
오전 1시 45분, 런던 시내 미트레 광장 남서쪽 구석에서 에드워드 왓킨스(Edward Watkins) 순경이 캐서린 에도스의 훼손된 시체를 발견했다. 베르너 가에서 불과 12분 거리 떨어져 있는 곳이었다. 에도스는 길이 6 인치(15 cm) 이상의 뾰족한 나이프로 목이 왼쪽에서 오른쪽으로 그어져 죽었고, 사망 시점은 시체 발견으로부터 불과 10분 미만 전이었다. 시체는 안면과 복부가 훼손되었으며, 창자를 끄집어내서 오른어깨에 걸고 몸통을 지나 왼손에 걸었다. 에도스의 왼쪽 신장과 자궁의 대부분이 적출되어 있었다. 에도스 사건의 심리는 10월 4일 런던 시 검시관 새뮤얼 F. 랭햄(Samuel F. Langham)의 주관 하에 실시되었다. 검시에 참여한 병리학자 브레드릭 고든 브라운 박사(Dr Frederick Gordon Brown)는 가해자가 “장기의 위치에 대한 상당한 지식을 가졌”으며, 시체의 상처 위치들로 보아 살인범은 시체 오른쪽에 쭈그려앉아 혼자 신체훼손 작업을 했을 것이라 생각했다. 그러나 현장의 최선임 의사였던 지역 외과의 조지 윌리엄 세퀘이라 박사(Dr George William Sequeira)는 살인범이 해부학적 지식을 가지고 있거나 특정 장기를 노린다는 설에 반대했다. 부검 자리에 동석했던 런던 시 보건소원 윌리엄 세드윅 손더스(William Sedgwick Saunders)도 세퀘이라의 의견에 동의했다. 살인이 일어난 장소가 시티였기 때문에 제임스 매퀼리엄(James McWilliam) 경감의 지휘 하에 런던 시경찰이 따로 수사에 나서게 되었다.

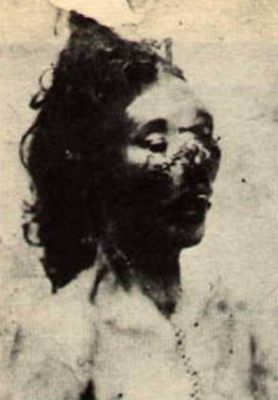
캐서린 에도스(당시 46세)는 플라워앤딘 가 55번지의 공동하숙소에 존 켈리와 동거하고 있었다.

오전 3시 정각, 핏방울이 묻은 에도스의 앞치마 조각이 화이트채플 골스턴 가 108번지에서 119번지 쪽으로 가는 문간, 살해 현장으로부터 3분의 1 마일(500 m) 정도 떨어진 곳에 놓여 있는 것이 발견되었다. 문간 벽에는 분필로 낙서가 되어 있었다(골스턴 가 낙서). 낙서 내용은 다음과 같았다. “유대인들은 아무 비난을 받지 않지 않을 이들이다(The Juwes are the men that will not be blamed for nothing),” 또는 “유대인들은 아무 비난을 받지 않을 받을 이들이 아니다(The Juwes are not the men who will be blamed for nothing).” 오전 5시 정각, 워런 청장이 현장에 출두하여 반유대주의 폭동이 일어나지 않도록 낙서를 지우라고 명령했다. 골스턴 가는 스트라이드와 에도스가 살던 플라워앤 딘 가에서 미트레 광장으로 가는 직행로였다.
미들섹스의 와인 백스터 검시관은 스트라이드가 불시에 순식간에 공격당했을 것이라고 생각했다. 그녀는 시체로 발견되었을 때 왼손에 구중향정(입냄새 제거 사탕) 주머니를 들고 있었는데, 죽는 순간에도 주머니를 쥐고 있었음은 스스로를 방어해볼 시간도 없었음을 시사한다. 식료품 잡화상 매슈 패커(Matthew Packer)는 화이트채플 자경위원회가 고용한 사립탐정들에게 자신이 스트라이드와 살인범에게 포도를 팔았다는 암시를 흘렸다. 그러나 경찰에 불려가서는 가게 문을 닫기 전에 수상한 것은 아무것도 본 적 없다고 말을 바꾸었다. 심리에 참여한 병리학자들은 스트라이드가 포도를 가지지도, 삼키지도, 먹지도 않았다고 단언했다. 검시 결과에 따른 스트라이드의 위장 내용물은 “치즈, 감자, 곡분[밀가루 또는 다른 곡물의 가루]”였다. 그럼에도 불구하고 패커의 헛소리는 그대로 언론 지면에 실렸다. 패커가 설명한 남자의 인상착의는 스트라이드가 죽기 직전에 그녀와 함께 있던 남자를 보았다는 다른 증인들과 전혀 일치하지 않았는데, 다른 증인들 역시 서로간에 공통점이 있는 것은 두 명 뿐이었고 모두 제각각이었다. 폴란드계 담배장수 조제프 라웬데는 에도스가 살해당하기 직전에 다른 남자 둘과 함께 미트레 광장을 지나갔는데, 남자 하나와 함께 있는 그녀를 본 것 같다고 증언했다. 라웬데의 증언에 따르면 남자는 30세 정도 되어 보이고 복장은 초라했으며, 뾰족모자를 쓰고 괜찮은 콧수염을 길렀다. 스완슨 경감은 라웬데의 증언이 또다른 증인 한 명이 한 증언과 일치한다고 보았다. 그러나 라웬데는 그 남자를 다시 알아보라고 하면 못 알아볼 것 같다고 했으며, 라웬데와 동행한 다른 남자 두 명은 아예 인상착의를 설명하지도 못했다.
수사가 지지부진하고 성과는 거의 없는 작태에 광역경찰청과 내무대신 헨리 매슈스에 대한 비난여론이 들끓었다. 한편 런던 시경찰과 런던 시장경은 이 악당을 잡을 수 있는 데 도움이 되는 제보를 하면 500 파운드(2016년 현재 물가로 50,000 파운드)를 주겠다고 현상금을 걸었다. 또다시 살인이 일어났을 때 블러드하운드를 풀어 살인자를 쫓자는 제안이 있었지만 기각되었다. 복잡한 도시에서 냄새의 흔적이 지워지기 쉽고, 개들이 도시 환경에 익숙하지 않으며, 개들이 수사에 동원된다는 것을 알게 되면 다른 범죄자들이 자기 범죄가 발각될까 저어하여 개를 독살할지 모른다고 견주들이 우려했기 때문 등의 이유였다.
9월 27일, 중앙통신사에 익명의 편지가 투서되었다(사장 전상서 편지). 이 편지의 작성자는 스스로를 “작 더 리퍼(Jack the Ripper)”라고 칭했으며, 자신이 살인을 저지른 범인이라고 주장했다. 10월 1일, 다시 한번 “잭 더 리퍼”라고 서명된 엽서가 통신사에 투서되었다(음탕한 재키 엽서). 엽서 내용은 가장 최근의 살인인 9월 30일의 두 살인이 자신의 소행이라 주장하고 두 여자를 한 날 밤에 죽인 것을 “더블이벤트(double event)”라고 불렀다. 이것이 그대로 굳어져 현재도 9월 30일 일요일 밤의 연속살인을 더블이벤트라고 부르고 있다.
10월 2일 화요일, 당시 건설이 진행 중이던 뉴 스코틀랜드 야드 지하에서 신원불명의 여성 토막시체가 발견되었다. 언론사들에서는 화이트채플 연쇄살인과 이 시체를 관련지었지만 이 변사체는 화이트채플 살인사건 파일에 포함되어 있지 않다. 현재 양자가 서로 관련되어 있을 가능성은 없는 것으로 생각된다. 이 사건은 따로 화이트홀 미제사건이라고 불린다. 같은 날, 심령술사 로버트 제임스 리스가 스코틀랜드 야드 본청을 방문하여 초상능력을 이용해 살인자를 추적하겠노라 제안했다. 경찰은 그를 머저리 미치광이라 부르며 쫓아냈다.
10월 6일 CID 부장 앤더슨이 귀국하여 스코틀랜드 야드 본청에서 수사 책임을 맡게 되었다. 10월 16일, 화이트채플 자경위원회의 조지 러스크에게 자신이 살인자라고 주장하는 또다른 편지가 배달되었다(지옥으로부터 편지). 편지의 필체와 어투는 앞선 두 편지와 전혀 달랐다. 편지는 작은 상자와 함께 배달되었고, 상자 안에는 알코올에 절여진 인간의 신장 반쪽이 들어 있었다. 편지 작성자는 이 신장이 에도스에게서 적출한 것이며 나머지 절반은 자기가 구워먹었다고 주장했다. 편지 내용과 신장이 진짜인지에 대한 의견이 나뉘었다. 10월 말 시점에서 경찰은 2,000 명 이상의 사람들과 면담을 나누고 300명 이상을 수사하고 80명을 구류했다.

### 메리 제인 켈리 - 1888년 11월 9일 금요일

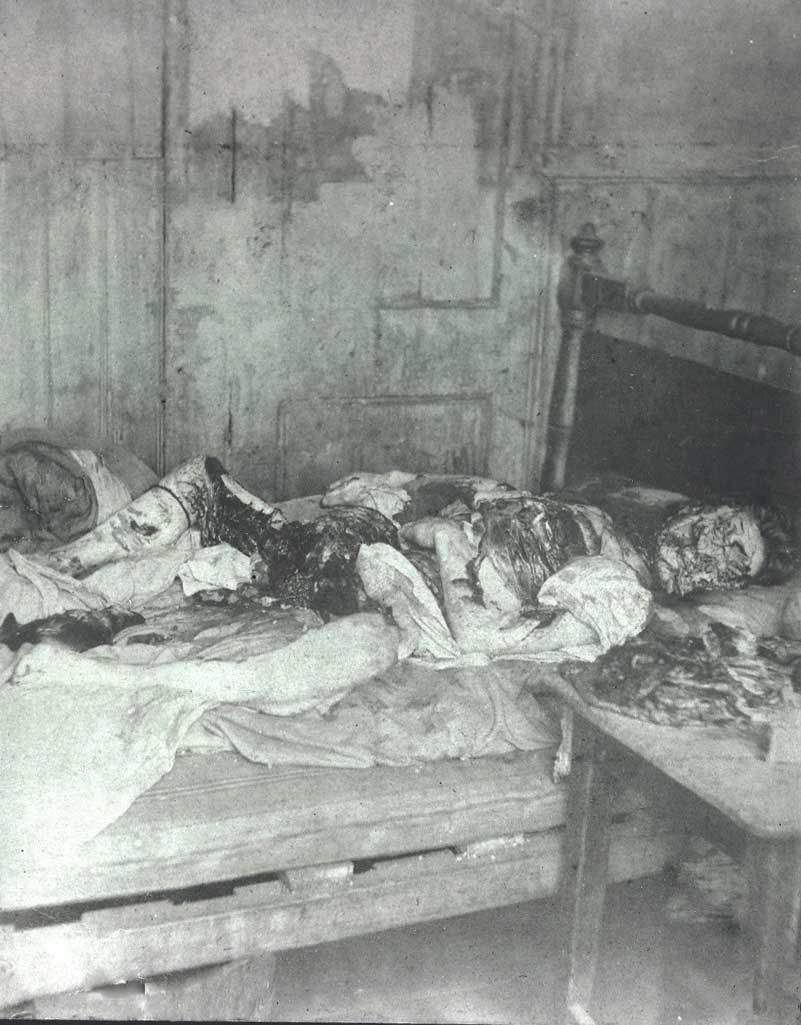
메리 제인 켈리(당시 25세)의 시체. 범행 현장을 촬영한 것.

11월 9일 금요일, 스피탈필즈 도르셋 가 26번지 뒤의 13 밀러스코트라는 단칸방에서 매춘부 메리 제인 켈리가 살해당했다. 도르셋 가에 살았던 앞선 피해자 채프먼과 에도스도 이 단칸방을 거쳐 갔다는 말이 있다. 오전 10시 45분 직후 발견된 켈리의 시체는 침대에 누운 채 심하게 훼손되어 있었다. 현장의 첫 의사 조지 백스터 필립스 박사는 켈리가 멱을 따여 죽었다고 생각했다. 켈리가 죽은 뒤 그 시체의 복강이 개복되었고, 모든 내장이 끄집어내져 방안에 흩뿌려져 있었다. 유방도 잘려나가 있었고 얼굴도 너무 심하게 훼손되어 알아보기 힘들 정도였다. 또한 넓적다리가 부분적으로 뼈까지 썰려 있었고 근육 일부가 제거되어 있었다. 다른 피해자들과 달리 켈리는 겉옷을 벗고 얇은 슈미즈 한 장만 걸치고 있었다. 겉옷들은 의자에 깔끔하게 걸려 있었는데, 일부 옷은 벽난로에서 불탄 채 발견되었다. 애벌라인은 방 안이 촛불 하나 밖에 없어 어두웠기에 살인자가 방안을 밝히기 위해 옷을 태웠다고 생각했다. 켈리 사건은 가장 잔인했다. 그 이유는 아마 길거리가 아닌 방 안에서 벌어진 사건이라 살인자에게 주어진 시간이 훨씬 많았기 때문일 것이다 깔끔하게 개어진 채 걸린 옷들은 켈리가 스스로 옷을 벗고 침대에 누웠음을 보여준다. 이는 그녀를 죽인 자가 면식관계이거나 성구매자를 가장했음을 시사한다. 또는 잠든 사이 들어와 죽였거나 중독을 시켰을 수도 있다.
노스이스트미들섹스의 검시관이자 하원의원인 로더릭 맥도널드 박사가 11월 12일 쇼어디치 공회당에서 켈리 사건의 심리를 주재했다. 공포와 흥분의 가운데 11월 19일 메리 켈리의 장례식에 엄청난 수의 군중들의 조문객으로 참여했다. 길거리가 사람들로 꽉 들어찼기에 쇼어디치 영안실에서 출발한 운구는 겨우겨우 이동하여 레이턴스톤의 천주교 묘지에 도착해 그곳에 켈리를 묻었다.
11월 8일, 내무대신이 광역경찰청장 찰스 워런 경에게 앞으로 내무성의 허가 없이는 한 마디도 말하고 다니지 말라고 일렀고, 이에 워런 경은 청장직에서 사임했다. 이후 후임 청장으로는 몇 달 전 워런과의 의견차이로 인해 사임했던 제임스 먼로가 12월에 임명되었다. 11월 10일, 경찰 외과의 토머스 본드가 런던 CID 부장 로버트 앤더슨에게 니컬스, 채프먼, 스트라이드, 에도스, 켈리 5인의 살인 사건 사이의 유사성을 상세히 언급하며 이 다섯 사건이 동일인의 소행임에 의심의 여지가 없다는 내용의 보고를 써올렸다. 같은 날, 영국 내각은 만일 살인에 공범이 있을 시 주범을 잡을 수 있는 정보를 제공한다면 종범들은 사정을 막론하고 사면해 주겠다고 발표했다. 11월에서 12월 사이 화이트채플에 143명의 사복경관이 배치되었지만 광역경찰청장은 살인자의 신원이 아직도 밝혀지지 않았다고 말할 수밖에 없었다.

### 로즈 밀렛 - 1888년 12월 20일 목요일
1888년 12월 20일 목요일, 순찰을 돌던 순경이 포플러 중심가에서 벗어난 클러크스야드에서 교살당한 매춘부 로즈 밀렛(캐서린 밀렛, 또는 리지 데이비스 등의 이름으로도 불렸음. 당시 29세)의 시체를 발견했다. 밀렛은 에마 스미스가 살았던 조지 가 18번지 공동하숙소에 살았다. 그녀가 살해당했을 것이라 판단한 의사 네 명이 밀렛의 시체를 검시했다. 하지만 로버트 앤더슨은 그녀가 술에 취해 인사불성이 된 상태에서 드레스 옷깃에 목이 졸려 사고사한 것이라고 생각했다. 앤더슨의 요청으로 본드 박사가 밀렛의 시체를 다시 검시했고, 그는 앤더슨의 의견에 동의했다. 먼로 청장도 싸움의 흔적이 없다는 점에서 자살 또는 자연사의 가능성을 의심했다. 와인 백스터 검시관은 심리 배심원단에게 “이 죽음이 폭력의 결과임을 입증할 증거는 없다”고 말했다. 그러나 배심원단은 “특정인 또는 무작위 대상에 대한 고의적 모살”이라는 평결을 내렸고 이 사건도 화이트채플 파일에 추가되었다.

### 앨리스 맥켄지 - 1889년 7월 17일 수요일

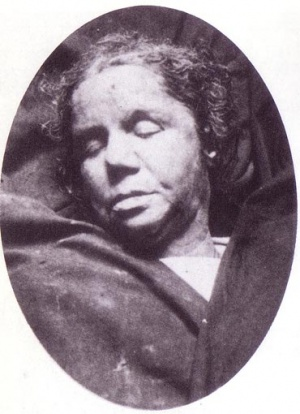
앨리스 맥켄지(당시 40세)는 건 가 52번지의 공동하숙소에 살았다.

앨리스 맥켄지(Alice McKenzie)는 아마 매춘부였던 것 같으며, 1889년 7월 17일 오전 12시 40분경 화이트채플 캐슬 골목에서 살해당했다. 이전 사건들과 마찬가지로 왼쪽에서 오른쪽으로 경동맥을 그어 멱을 따 죽였으며 복부 훼손이 가해졌다. 그러나 맥켄지의 상처들은 이전 사건들에서만큼 깊지 않았기에 짧은 날이 사용되었다고 판단되었다. 먼로 청장과 시체를 검시한 병리학자들 중 본드는 이것이 잭 더 리퍼 살인이라고 생각했으나 다른 병리학자들, 필립스와 로버트 앤더슨, 그리고 애벌라인 경감은 동의하지 않았다. 맥켄지가 잭 더 리퍼의 희생자였는지, 아니면 범인이 자신에게 의혹이 돌아올 것을 피하기 위해 잭 더 리퍼처럼 꾸민 것인지 여부는 오늘날의 연구자들 사이에서도 의견이 양분된다. 심리 자리에서 백스터 검시관은 두 가능성을 모두 인정하고, “이 사건과 그 부근에서 일어난 다른 사건들 사이에는 강한 유사성이 있다. 설사 동일인이 저지른 것이 아니라 할지라도 앞선 사건들을 모방한 것임은 틀림없다”는 결론을 내렸다.

### 무명녀 변사체 - 1889년 9월 10일 화요일
1889년 9월 10일 화요일 오전 5시 15분, 화이트채플 핀친 가의 철도 아치교 아래에서 여성의 토막시체가 발견되었다. 일대에 수색을 벌였음에도 몸통을 제외한 다른 신체부위는 발견되지 않았고, 범인은 물론 피해자의 신원도 밝혀지지 못했다. 스완슨 경감과 먼로 청장은 몸통 속에 피가 있으므로 사인이 실혈사 또는 멱을 따 죽인 것은 아니라고 판단했다. 그러나 병리학자들은 조직과 혈관에 전반적으로 피가 없으며 이는 사인이 실혈사임을 나타낸다고 보았다. 신문에서는 변사체가 실종된 리디아 하트(Lydia Hart)가 아닌가 하는 설을 제기하기도 했지만 이는 하트가 나중에 병원에서 발견되면서 논파되었다. 에밀리 바커(Emily Barker)라는 실종자가 변사체라는 설도 있었으나 변사체가 바커보다 나이가 많고 체격이 컸기에 논파되었다. 변사체의 연령은 30세에서 40세 사이로 추정되었다.
스완슨은 이것이 잭 더 리퍼과는 무관하고, 대신 레인햄이나 첼시, 그리고 화이트홀(소위 화이트홀 미제사건)에서 발생한 유사한 토막변사체 사건들과 유관하다고 보았다. 먼로 청장도 스완슨의 의견에 동의했다. 앞선 세 건의 토막변사체 사건과 핀친 가 사건은 "토막살인자(Torso killer)"라는 연쇄살인자의 존재를 시사했다. 토막살인자는 잭 더 리퍼와 동일인일 수도 있고 전혀 무관한 별개의 연쇄살인자일 수도 있다. 그보다 훨씬 전에 발생한 3건의 사건, 즉 1873년과 1874년에 각기 한 구의 여자 토막변사체가 발견된 "바터시 미제사건"과 1884년의 "토트넘코트 로 미제사건"과의 연관성도 상정되었다. 스튜어트 에반스, 케이스 스키너, 마르틴 피도, 도널드 럼블로 등의 살인사건 전문가(보통 "리퍼학자"라고 함)들은 살인의 방법이 전혀 다르다는 점에서 토막살인사건들과 잭 더 리퍼 사건들의 연관성을 부정한다.
1890년 6월 21일, 먼로 청장이 경찰 수당 문제에 관하여 헨리 매슈스 내무장관과 의견불화를 일으켜 사퇴하고 에드워드 브래드퍼드 경으로 청장이 교체되었다.

### 프랜시스 콜스 - 1891년 2월 13일 금요일

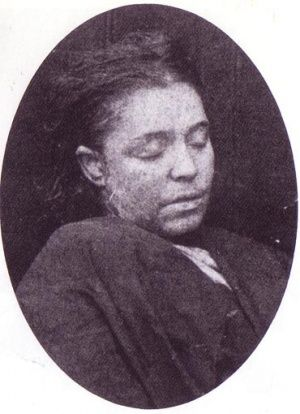
프랜시스 콜스(당시 25세)는 화이츠로우의 공동하숙소에 살았다.

화이트채플 사건파일의 마지막 살인사건은 1891년 2월 13일 금요일에 발생했다. 매춘부 프랜시스 콜스(Frances Coles)가 화이트채플 챔버 가와 로얄민트 가 사이를 잇는 철도 아치교 아래 통로에서 살해당했고, 불과 몇 분 뒤인 오전 2시 15분경 어니스트 톰슨(Ernest Thompson) 순경이 시체를 발견했다. 후두부의 경미한 상처들은 치명상을 입기 전에 땅바닥에 난폭하게 내던져졌음을 보여주었다. 멱을 딴 것이 치명상이었는데, 왼쪽에서 오른쪽으로 한 번, 오른쪽에서 다시 왼쪽으로 한 번 하여 최소 두 번 이상 목을 그었다. 그 외에는 시체에 신체훼손은 가해지지 않았다. 곧바로 근처 레만 가 경찰서에서 토머스 아놀드 총경과 에드먼드 레이드 경감이 달려왔고, 오전 5시 정각경 다른 살인사건을 수사 중이던 도널드 스완슨, 헨리 무어 경감도 현장에 도착했다. 제임스 새들러라는 남자가 콜스와 함께 있었던 것이 목격된 바 있어 체포되었고 콜스에 대한 살인 혐의로 기소되었다. 스완슨과 무어는 새들러의 과거 전력과 화이트채플에서 이전에 벌어진 살인사건들 당시의 새들러의 소재지 등을 샅샅히 조사했다. 마치 경찰이 그를 잭 더 리퍼로 단정하는 것 같았다. 그러나 새들러는 증거 불충분으로 3월 3일 석방되었다.

## 후일담
애벌라인 경감은 1892년 은퇴했고, 매슈스 내무장관은 그해 총선거에서 낙선하여 일자리를 잃었다. 이듬해 아놀드 총경이 은퇴했고, 스완슨과 앤더슨은 1900년 이후 은퇴했다. 1896년 이후로는 화이트채플 살인 파일에 새로 추가된 문서가 없다. 살인자 또는 살인자들의 신원은 결국 밝혀지지 않았으며 사건들은 미제사건으로 남게 되었다. 살인자 또는 살인자들에 대한 선정적인 보도와 미스터리는 "잭 더 리퍼"라는 캐릭터의 살을 붙였고 화이트채플 살인사건들 중 대부분 또는 전부를 그의 소행으로 돌리게 되었다. 화이트채플 연쇄살인사건을 다룬 수백 종의 단행본과 논문들이 나왔으며, 장편소설, 단편소설, 만화책, 텔레비전 드라마, 영화 등 각종 장르에서 변주되었다.
풍요로운 사회는 이스트엔드의 빈곤을 오랫동안 무시해 왔다. 그러나 연쇄살인과 그 피해자들의 처지가 알려지면서 그 생활 수준에 대한 관심이 생기기 시작했다. 연쇄살인으로 인해 이스트엔드의 과밀하고 비위생적인 슬럼가에 대한 비판 여론과 상황 개선 요구가 발생했다. 1888년 9월 24일, 조지 버나드 쇼는 《더 스타》 지에 투고한 서한을 통해 언론들이 갑자기 하지 않던 사회정의 타령을 하는 세태를 풍자했다.

| “ | 우리 인습적인 사회민주주의자들이 교육, 선동, 조직화에 시간을 낭비하는 동안, 어느 천재적인 독립군께서는 간단히 여자들을 죽이고 그 배를 가르는 것만으로 문제해결에 착수하시어 자본독점 언론들을 얼치기 공산주의자들로 전향시키셨구나. | ” |

황폐화된 도심지역을 변화시키기 위한 시도의 일환으로 1890년 노동계급 주거법안, 1890년 공공보건 수정법안 등의 법안이 통과되면서 최소한의 거주환경의 표준이 마련되었다. 슬럼가들 중에서도 특히 상황이 최악인 곳들은 화이트채플 연쇄살인사건 이후 20년에 걸쳐 철거되었다.

## 참고 자료
- Begg, Paul (2003). Jack the Ripper: The Definitive History. London: Pearson Education. ISBN 0-582-50631-X
- Connell, Nicholas (2005). Walter Dew: The Man Who Caught Crippen. Stroud, Gloucestershire: The History Press. ISBN 978-0-7509-3803-7
- Cook, Andrew (2009). Jack the Ripper. Stroud, Gloucestershire: Amberley Publishing. ISBN 978-1-84868-327-3
- Davenport-Hines, Richard (2004). "Jack the Ripper (fl. 1888)", Oxford Dictionary of National Biography. Oxford University Press. Subscription required for online version.
- Evans, Stewart P.; Rumbelow, Donald (2006). Jack the Ripper: Scotland Yard Investigates. Stroud, Gloucestershire: Sutton Publishing. ISBN 0-7509-4228-2
- Evans, Stewart P.; Skinner, Keith (2000). The Ultimate Jack the Ripper Sourcebook: An Illustrated Encyclopedia. London: Constable and Robinson. ISBN 1-84119-225-2
- Evans, Stewart P.; Skinner, Keith (2001). Jack the Ripper: Letters from Hell. Stroud, Gloucestershire: Sutton Publishing. ISBN 0-7509-2549-3
- Fido, Martin (1987). The Crimes, Death and Detection of Jack the Ripper. Vermont: Trafalgar Square. ISBN 978-0-297-79136-2
- Marriott, Trevor (2005). Jack the Ripper: The 21st Century Investigation. London: John Blake. ISBN 1-84454-103-7
- Rumbelow, Donald (2004). The Complete Jack the Ripper: Fully Revised and Updated. London: Penguin Books. ISBN 0-14-017395-1
- Werner, Alex (editor) (2008). Jack the Ripper and the East End. London: Chatto & Windus. ISBN 978-0-7011-8247-2
- Whitehead, Mark; Rivett, Miriam (2006). Jack the Ripper. Harpenden, Hertfordshire: Pocket Essentials. ISBN 978-1-904048-69-5
- Woods, Paul; Baddeley, Gavin (2009). Saucy Jack: The Elusive Ripper. Hersham, Surrey: Ian Allan Publishing. ISBN 978-0-7110-3410-5